# Paraguay
Pour l’article homonyme, voir Río Paraguay.
République du Paraguay
(es) República del Paraguay 
(gn) Tetã Paraguái 
Le Paraguay (prononcé en français : [pa.ʁa.gwɛ] ; prononcé en espagnol : [paɾaˈɣwaj]  ; prononcé en guarani : /paɾaˈɰwaj/), en forme longue république du Paraguay depuis 1813, est un État souverain enclavé d'Amérique du Sud. Néanmoins, il dispose d'un accès à la mer via le rio Paraná qui se jette dans l'océan Atlantique. Le pays a des frontières terrestres avec l'Argentine, la Bolivie et le Brésil.
Le Paraguay est une république unitaire ayant un régime présidentiel. Il a pour capitale Asunción et pour langues officielles l'espagnol et le guarani.
Les conquistadores explorent la région du bassin de la Plata à partir de 1516, puis s'y installent à partir de 1524. Asunción est fondée le 15 août 1537 et devient la capitale du gouvernorat de Nouvelle-Andalousie de 1541 à 1580, avant que Buenos Aires ne redevienne la ville principale du bassin. Contrairement à beaucoup de zones de peuplement, les populations indigènes de la région sont relativement épargnées, en particulier les Guaranis grâce à la mission des Jésuites qui s'installent dans la région en 1608. Les Guaranis sont convertis au catholicisme et instruits par les jésuites jusqu'à la décision d'expulsion prise par le roi Charles III en 1767. Lorsque les guerres d'indépendance éclatent au XIXe siècle, le Paraguay est convoité à la fois par l'Argentine et le Brésil qui cherchent à étendre leur territoire. Grâce à plusieurs victoires face aux troupes argentines, le pays proclame son indépendance. Depuis lors, il connaît une instabilité chronique et vit longtemps en autarcie. Le pays connaît deux guerres civiles et deux conflits majeurs, mais aussi de nombreuses périodes de dictature militaire, en particulier celle d'Alfredo Stroessner qui est la plus longue qu'ait connu l'Amérique du Sud.
Le Paraguay est considéré comme un pays en développement. Il s'est lentement ouvert à la mondialisation à la fin de la dictature et demeure un pays fragile. Certains spécialistes considèrent le Paraguay comme un régime « semi-autoritaire ». Le pays est membre fondateur du Mercosur, dont le siège est à Asunción. Le pays est parfois identifié comme faisant partie des pays du Cône Sud.

## Toponymie
Le mot Paraguay est d'origine guarani (source J. Berreby). Son étymologie est discutée, des interprétations diverses faisant référence à :
- Une « rivière prenant naissance dans une mer » (le Gran Pantanal), selon l'historien et écrivain franco-argentin Paul Groussac ;
- Le « fleuve des habitants de la mer », selon l'ancien président paraguayen Juan Natalicio González ;
- La « rivière couronnée », selon Fray Antonio Ruiz de Montoya ;
- « L'eau des Payaguaes », selon Félix de Azara, militaire et scientifique espagnol, du nom des indigènes payaguaes qui vivaient sur les rives du fleuve ou d'un cacique appelé « Paraguaio ».

## Géographie

### Localisation, frontières et superficie
Le Paraguay est situé au centre de l'Amérique du Sud. C'est l'un des deux pays enclavés du continent avec la Bolivie, qui un l'un des pays limitrophes avec l'Argentine et le Brésil. La superficie du pays s'établit à 406 752 km2.
Le Paraguay est le 60e plus grand pays du monde par sa surface terrestre. Le pays compte 4 655 km de frontières terrestres, dont 2 531 km avec l'Argentine, 753 km avec la Bolivie et 1 371 km avec le Brésil.

### Géologie, topographie et hydrographie
Le Paraguay est un pays enclavé, c'est-à-dire sans accès à la mer, situé à 611 km de l'océan Atlantique et à 819 km de l'océan Pacifique. Il n'a donc pas de zone économique exclusive ni de plateau continental. Ses deux principaux cours d'eau, le Río Paraguay et le Rio Paraná, font partie du bassin de la Plata qui permet de relier l'océan Atlantique. Le Río Paraguay prend sa source au Brésil dans le Mato Grosso et se jette dans le Rio Paraná au bout d'un parcours d'environ 2 695 km. Le Río Paraguay divise le pays en deux espaces distincts,.
Le point culminant est le Cerro Peró qui atteint 842 m d'altitude. Le point le plus bas se situe à la confluence entre le Río Paraguay et le Rio Paraná à environ 46 m d'altitude. L'altitude moyenne de 178 m.

### Climat

Climats du Paraguay selon la classification de Köppen.

Le Paraguay est, du fait de ses coordonnées géographiques, un pays possédant un climat subtropical humide. Cela favorise deux phénomènes qui se produisent régulièrement, à savoir les cyclones (ou ouragans) et le phénomène El Niño qui atteint généralement son apogée vers la période de Noël, d'où son nom qui fait référence à l'enfant Jésus. Le pays fait partie de ce que les chercheurs appellent « l'Amérique tropicale ». Situé entre le 19e et le 27e parallèle sud et le 54e et 62e méridien ouest, il est traversé par le tropique du Capricorne. On distingue généralement deux saisons :
- Une saison humide (le printemps et l'été, avec principalement des pluies orageuses)
- Une saison sèche (le reste de l'année)

Les étés sont très chauds, avec une centaine de jours de fortes températures qui peuvent dépasser les 41 °C. Le record de température est atteint le 1er janvier 2022, avec 45,6 °C relevés à Sombrero Hovy dans le nord du pays. À l'inverse, le thermomètre affiche — 6 °C en octobre 2008. La température moyenne est entre 20° et 24 °C entre les lignes isothermes. Le Chaco paraguayen (es) est situé en zone semi-aride, avec une pluviométrie très faible. Le record de pluviométrie date de décembre 1971, avec une moyenne de 31,6 mm/jour.

### Flore et déforestation
Plus de 8 000 espèces de plantes ont été recensées au Paraguay, parmi lesquelles environ 15 % sont utilisées comme plantes médicinales (stévia, citronnelle paraguayenne). Toutes ces plantes, sont menacées à cause de la déforestation liée aux cultures de soja.
Le Paraguay est l'un des pays subissant les plus fort taux de déforestation. Quelque 2,5 millions d'hectares de forêts du Chaco paraguayen ont été perdus au cours de la décennie 2003-2013. En 1950, la forêt de l'ouest du Pays avait une superficie de 9,5 millions d'hectares contre 1,3 million en 2014.
Les terres boisées publiques sont vendues à des éleveurs sud-américains, européens ou américains. Les forêts sont coupées ou brûlées pour permettre la culture du soja ou la création de pâturages pour le bétail. Au Paraguay, la vente et le défrichement des terres sont libéralisés par le manque de mesures régulatrices et l'un des taux de corruption les plus élevés en Amérique latine.
La perte d'habitats provoquée par la déforestation menace la biodiversité de la région : « L'abondance de plusieurs espèces a énormément diminué au cours des dernières années à cause de la déforestation », selon le parc national Teniente Agripino Enciso.
En 2013, l'ancien ministre de l'Environnement José Luis Casaccia déclare que « seulement 13 % de la forêt originale de la partie orientale du pays subsiste encore », précisant que « si on [le gouvernement] continue comme ça, dans trente ans, il n’y aura plus un arbre ».

### Répartition spatiale des hommes et des activités

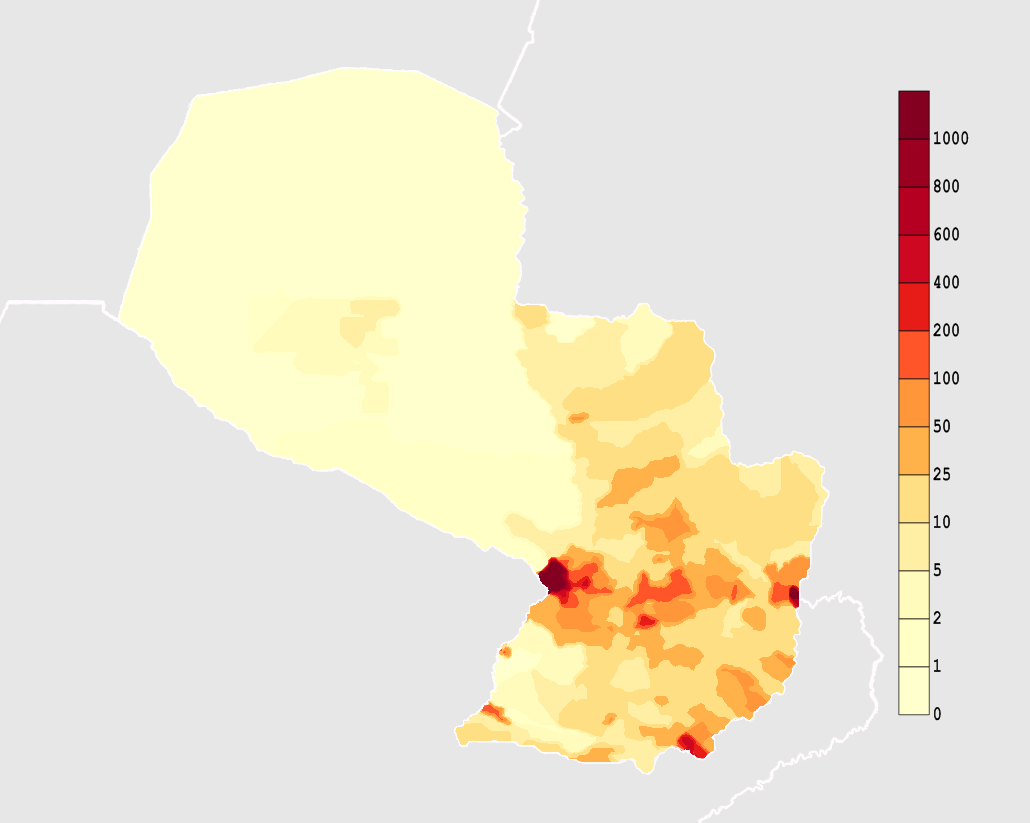
Densité de population du Paraguay en 2010.

Le pays connaît une croissance urbaine importante depuis la fin des années 1980. Il fait partie des pays d'Amérique latine dont la transition urbaine est modérée, c'est-à-dire que la population est majoritairement urbaine (entre 50 et 70 %) mais que les espaces ruraux restent très nombreux. De plus, la région du Chaco (es) est difficile à aménager et à mettre en valeur. Ce n'est qu'en 1992 que les urbains deviennent plus nombreux que les ruraux.
Le taux d'urbanisation dans le pays est de 61 % en 2012. La direction nationale des statistiques indique que les aires urbaines « correspondent à toutes les capitales de district, définies conformément aux lois administratives, lesquelles présentent des formes orthogonales, sans aucune autre considération particulière ». Le pays suit le même processus d'urbanisation que la plupart des pays d'Amérique latine avec quelques spécificités et particularités. Le coût du foncier est très inégalitaire selon les zones géographiques et est largement hérité de la dictature d'Alfredo Stroessner. Les villes les plus dynamiques sont pour la plupart situées à la frontière avec l'Argentine et le Brésil. Il est d'ailleurs probable que le taux d'urbanisation soit sous-estimé.
L'aire urbaine du « Grand Asunción » concentre 40 % de la population totale et 60,3 % de la population urbaine. Dans les années 1990, Asunción avait douze à treize fois plus d'habitants que Villarrica ou Encarnación, les deux autres grandes villes du pays.

## Histoire

### Ère précolombienne
Les indigènes Guaraní vivaient dans l'est du Paraguay depuis au moins un millénaire avant l'arrivée des Espagnols. Ils étaient considérés comme « les moins civilisés des peuples d'Amérique du Sud » avant la conquête espagnole. L'ouest du Paraguay, le Gran Chaco, était habité par des nomades dont les peuples Guaycurú étaient les plus importants. Le río Paraguay était à peu près la ligne de démarcation entre le peuple agricole guarani à l'est et le peuple nomade et semi-nomade à l'ouest dans le Gran Chaco.
Les nomades Guaycurú étaient connus pour leurs traditions guerrières et n'ont été complètement pacifiés qu'à la fin du XIXe siècle. Ces tribus indigènes appartenaient à cinq familles linguistiques distinctes, qui étaient à la base de leurs principales divisions. Les différents groupes linguistiques étaient généralement en concurrence sur les ressources et les territoires. Ils ont ensuite été divisés en tribus en parlant des langues dans les branches de ces familles.

### Époque coloniale
Les premiers conquistadores à explorer la région sont menés par l'explorateur Juan Díaz de Solís en 1516 qui s'aventurent dans le río de la Plata. À l'époque, les Espagnols cherchaient un moyen d'accès pour réduire le trajet pour atteindre les Moluques,. Les expéditions se multiplient dans les années 1530. Hormis le fleuve Amazone, les explorateurs ont beaucoup emprunté le Río Paraguay et le Rio Paraná pour avancer dans les terres. En 1534, le capitaine Pedro de Mendoza s'engagea auprès de Charles Quint à monter à ses frais une expédition pour chercher un chemin vers le Haut-Pérou via le bassin de la Plata et à bâtir trois forteresses sur le chemin,. C'est ainsi que les Espagnols choisiront le site de la future Asunción en raison de la proximité avec les indigènes Guaraní. Ils s'installent dès 1536 dans la région. Le fort d'Asunción (ou plutôt Nuestra Señora Santa María de la Asunción) est fondé le 15 août 1537, le jour de l'Assomption. De 1541 à 1580, Asunción est le siège du gouvernorat de Nouvelle-Andalousie jusqu'à la refondation de Buenos Aires. La ville est l'un des principaux points de passage de la route transcontinentale par laquelle transitait l'or extrait des mines de Potosí. C'est la résistance des Guaraní qui redonne à Buenos Aires la centralité du gouvernorat, mais aussi le refus du vice-roi du Pérou Pedro de la Gasca de partager les bénéfices tirés des mines de Potosí avec d'autres conquistadores. La fonction commerciale qui avait été dévolue à la région devient la cause principale de son isolement. Rapidement, la région devient l'un des principaux foyers du métissage (mestizo en espagnol). D'ailleurs, les métis d'Asunción fonderont la plupart des grandes villes du bassin de la Plata.
À partir de 1608, la mission jésuite commence à s'installer dans les régions qui n'ont pas été colonisées par les Espagnols, principalement entre le Río Paraguay et le Rio Paraná. Ils remplacent définitivement les franciscains en 1615. Jusqu'en 1767, lorsque le roi Charles III décida de l'expulsion des Jésuites,, les missions fonctionnent en créant un modèle d'organisation spécifique, que certains qualifient de théocratie ou de « utopie théocratique ». Les missions permirent de protéger les Guaraní des exactions éventuelles des Espagnols ou des Portugais, en échange de quoi beaucoup se convertirent au catholicisme. Les missions ont permis de préserver la langue parlée et à faire publier de nombreux ouvrages en Guarani grâce aux imprimeries qu'ils ont créé, la première étant fondée en 1700. En échange, ils devaient assurer leur soumission aux colons, ainsi qu'obéissance et travail. C'était la continuation du système de l'encomienda, mis en place en 1549 dans toutes les colonies de l'Empire espagnol et introduit au Paraguay en 1556, mais dans une forme atténuée. Malgré tout, le Paraguay resta à l'écart au sein de l'Empire espagnol. Région pauvre, elle ne pouvait faire transiter ses marchandises par le port de Buenos Aires qui ne rouvrit qu'en 1778, et dut jusque là faire venir ses marchandises au Pérou. En plus de ça, elle fut accablée d'impôts, notamment sur la yerba maté.
En 1782, le Paraguay devient une intendance (es) au sein de la vice-royauté du Río de la Plata. À partir de la fin du XVIIIe siècle, une série de révoltes sont lancées contre Buenos Aires et les représentants de Madrid. Lorsque commence la révolution de Mai en 1810, Buenos Aires cherche à annexer l'intendance du Paraguay. Les militaires paraguayens, désireux de préserver l'indépendance du territoire et marqués par l'expérience des missions jésuites, se soulèvent contre Buenos Aires. En septembre 1810, le général Manuel Belgrano et ses hommes envahissent l'intendance mais ils sont battus en janvier et mars 1811. Le 15 mai 1811, le Paraguay se proclame indépendant à la fois de Buenos Aires et de Madrid,. Ce n'est que le 25 novembre 1842 que le Paraguay fait sa déclaration d'indépendance (es) vis-à-vis de l'Espagne. Le 17 juin, un premier Congrès est constitué et une junte de cinq personnes est formée autour de Fulgencio Yegros. Un traité de paix et d'amitié est signé en octobre avec Buenos Aires.

### La République dictatoriale (1813-1870)

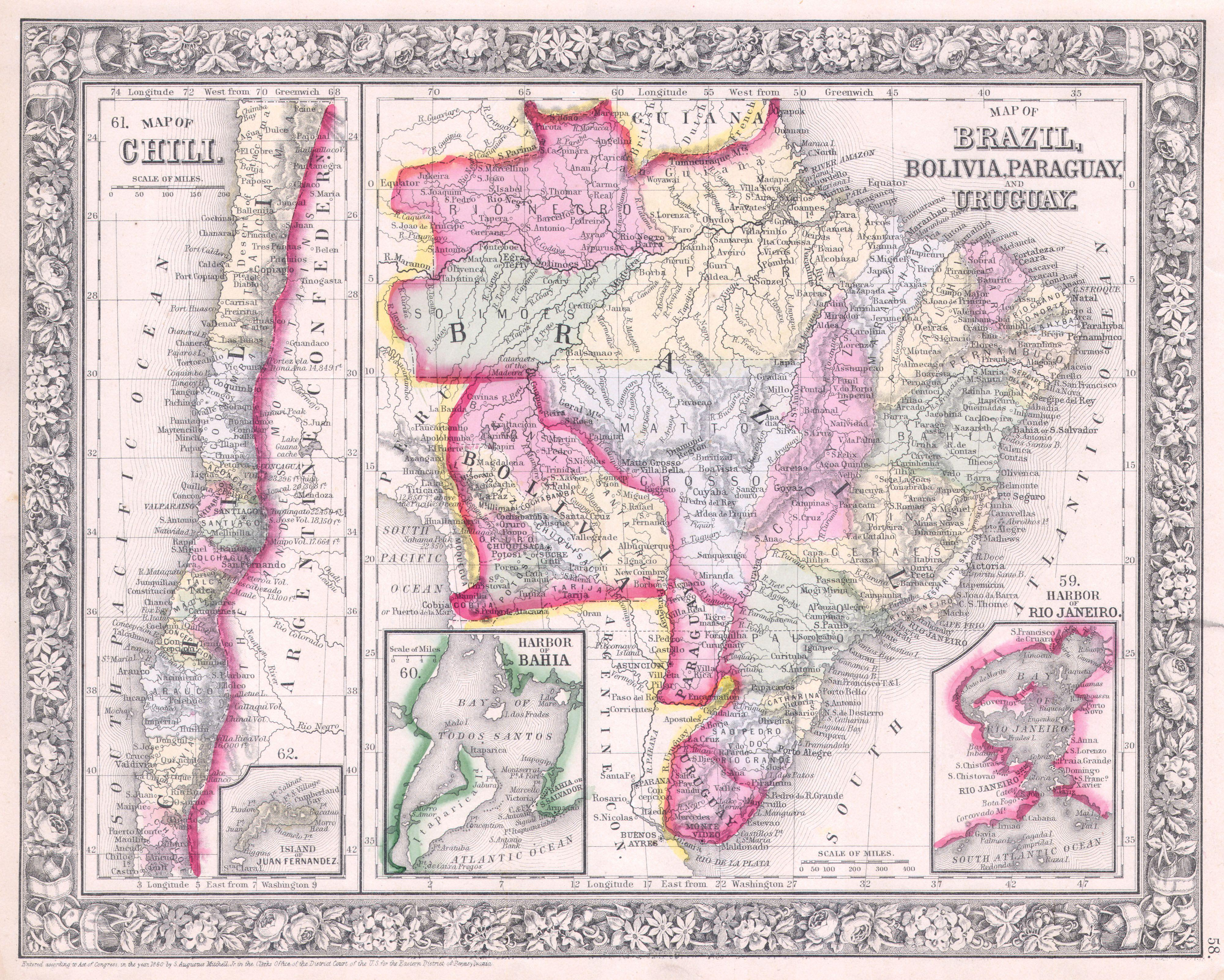
Carte de l'Amérique latine en 1864, réalisée par le géographe Samuel Augustus Mitchell.

Le 30 septembre 1813, un second Congrès se réunit. Les membres réfléchissent à la forme de gouvernement pour le pays et adoptent le principe de la République. Le Congrès nomme Fulgencio Yegros et José Gaspar Rodríguez de Francia pour diriger la nouvelle junte. Yegros est marginalisé par Francia, qui délaisse les aspects politiques. Francia est élu dictateur pour cinq ans le 3 octobre 1814 puis « dictateur suprême à vie » lors du quatrième Congrès le 30 mai 1816,. Francia mène une politique isolationniste, faisant du Paraguay l'un des pays les plus isolés du reste du monde comme le Japon avant l'ère Meiji. Des accords commerciaux sont tout de même signés avec l'empire du Brésil, l'Argentine et le Royaume-Uni. C'est grâce à cet isolement que la nation paraguayenne s'est construite, suivant la volonté de Francia. Le pays adopte le protectionnisme lorsque le libre-échange se développe lentement depuis le Royaume-Uni. La grande propriété devient le moteur de la vie économique et aussi un modèle d'organisation sociale. Rapidement, la plupart des pays d'Amérique latine deviennent dépendant de Londres pour leurs exportations au contraire du Paraguay. Conscient que le manque d'instruction rendait difficile le développement économique du pays, Francia rendit l'instruction primaire obligatoire en 1828. En 1820, Yegros prend la tête d'un complot pour renverser Francia, mais il est démasqué. Arrêté avec les conspirateurs, il est emprisonné, torturé puis exécuté le 17 juillet 1821.
À la mort de Francia, le Congrès cherche un successeur au dictateur mais tous sont déposés par une fraction de l'armée. Le Congrès jette finalement son dévolu sur le neveu de Francia, Carlos Antonio López, et rédige la déclaration d'indépendance (es), adressée à la fois à Buenos Aires et à Madrid. Carlos Antonio López dirige le pays jusqu'à sa mort en 1862. Les résultats de la politique suivie depuis Francia sont importants au point que les récits de voyage mentionnent que le pays ne connaît ni la mendicité ni la faim ni même les conflits,. Asunción est ainsi l'une des premières capitales d'Amérique latine dotée d'un réseau de chemin de fer, tandis que le pays développe son industrie notamment dans le textile. Bien qu'étant enclavé, le pays se dote d'une marine grâce à la présence du Río Paraná qui donne accès à l'océan Atlantique. Néanmoins, entre 1841 et 1852, le dictateur argentin Juan Manuel de Rosas bloque l'accès au Río de la Plata. La France et la Grande-Bretagne lancent d'ailleurs deux batailles navales en 1838 et 1845 pour obliger Rosas à rouvrir le bassin de la Plata. En plus d'étoffer son armée, le pays s'industrialise grâce à l'aide de conseillers allemands, anglais et autrichiens, ouvrant plusieurs fonderies,.
En 1856, Lopez obtient du Congrès le droit de désigner son successeur. C'est ainsi que son fils, Francisco Solano López, lui succède à sa mort le 10 septembre 1862, confirmé par le Congrès le 12 octobre suivant. Francisco, trop sûr de ses forces, se lance dans la guerre de la Triple-Alliance contre l'Argentine, l'empire du Brésil et l'Uruguay qui fut désastreuse pour le pays. Après une attaque préventive contre l'Uruguay pour empêcher une invasion du pays par son voisin brésilien, l'Uruguay et le Brésil lancent une attaque, traversant l'Argentine qui se retrouva malgré elle entraînée dans le conflit. L'armée paraguayenne, forte de 50 000 soldats et bien entraînée, est décimée. López commet des erreurs stratégiques, notamment en faisant fusiller ses meilleurs officiers. Lui-même meurt le 1er mars 1870 assassiné par les troupes brésiliennes, l'armée ne comptant plus que 500 hommes,. Alors que son régime fut très dur pour la population, il devient malgré tout un héros national, à l'instar de José Gaspar Rodríguez de Francia. Sa mort marque la fin du conflit.

### De la guerre de la Triple-Alliance à la guerre du Chaco (1870-1935)

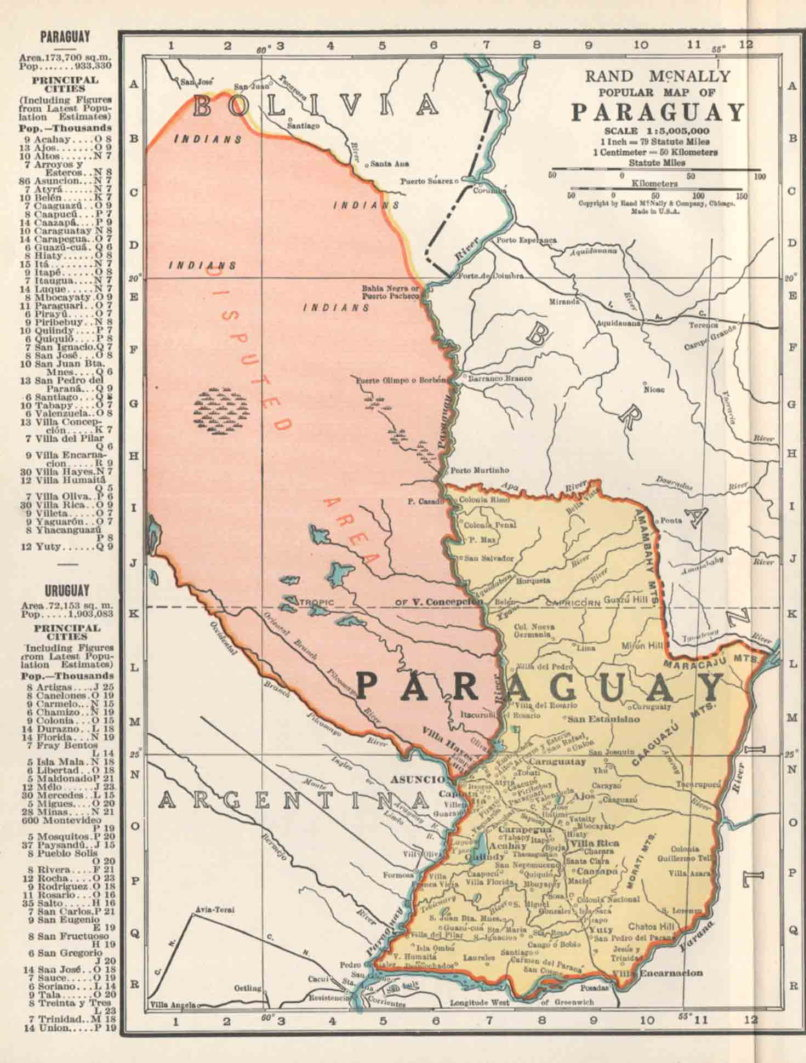
Carte du Paraguay en 1935.

En 1870, le pays sort de la guerre exsangue, perdant 88 000 km2 au profit des vainqueurs, soit un tiers de sa superficie,. Des épidémies de choléra et fièvre jaune déciment la population,. En six ans, le pays perd 60 % de sa population et ne compte plus que 300 000 habitants,. Il mène alors une politique très favorable à l'immigration pour favoriser le repeuplement et s'ouvre sur l'extérieur après près de soixante ans d'autarcie. L'empire du Brésil occupe le pays jusqu'en 1876, date de la signature du traité de paix. En 1878, le président américain Rutherford B. Hayes arbitre favorablement un conflit frontalier avec l'Argentine. Un chemin de fer reliant Buenos Aires à Asunción est construit à partir de 1913. Les structures agraires du pays se forment à la suite du conflit.
En 1887, les deux principaux partis politiques du pays, toujours existant aujourd'hui, sont créés : le Parti colorado et le Parti libéral radical authentique. Le pays se remet très lentement de la guerre. En 1900, le Paraguay dépasse à peine le nombre d'habitants de 1850. Le Parti libéral radical authentique domine la vie politique de 1904 à 1931 puis à partir de 1937. Cependant, le pays connaît une instabilité politique chronique. Au total, 22 présidents se succèdent entre 1901 et 1932, la durée moyenne de présidence étant de dix-neuf mois. Nombreux sont ceux qui sont déposés par un coup d'État. Le pays connaît une première guerre civile (es) en 1922, après des escarmouches en 1906 et 1912.
En 1924, le président Eligio Ayala (es) lance un projet de colonisation et de peuplement du Gran Chaco, qui ravive un vieux conflit frontalier avec la Bolivie. Le projet est poursuivi par son successeur José Patricio Guggiari (es). Les premiers affrontements armés avec la Bolivie ont lieu dès 1926, mais la guerre du Chaco ne commence qu'en 1932. Ce conflit, le dernier né d'un conflit territorial, est le plus meurtrier du XXe siècle proportionnellement au nombre de combattants engagés. Comme lors de la précédente guerre, les épidémies déciment les troupes, frappées par le paludisme ou le typhus. La Société des Nations, malgré ses médiations, ne parvient pas à mettre fin au conflit. C'est la médiation de l'Argentine et du Brésil qui met fin au conflit le 12 juin 1935.

### Instabilité et guerre civile (1935-1954)
Le président Eusebio Ayala, qui a dirigé le pays pendant toute la guerre du Chaco, est renversé par le général Rafael Franco le 17 février 1936. Ce qu'on appelle la « Révolution de Février (es) » met fin à la domination du Parti libéral radical authentique. Franco mène une politique plus progressiste qui inquiète les propriétaires terriens, notamment en légalisant les syndicats, qui sont dissouts en 1945. Néanmoins, son gouvernement comprend également des pro-nazis. Il est renversé à son tour le 13 août 1937. En 1939, le maréchal José Estigarribia est élu président et fait rédiger une nouvelle constitution d'inspiration corporatiste et fasciste, mais meurt l'année suivante dans un accident aérien. Elle ne sera jamais appliquée. Jusqu'en 1948, le pouvoir est exercé par le général Higinio Morínigo — il fut le ministre de la Défense d'Estigarribia — qui est renversé à l'issue de la guerre civile de 1947, déclenchée par les rivalités entre communistes (partisans de Rafael Franco) et les conservateurs du Parti colorado,. Le Parti colorado devient parti unique, mais les différentes factions issues du parti se disputent le pouvoir. Le pays connaît neuf coups d'État jusqu'à celui de 1954 où Alfredo Stroessner renverse le président Federico Chaves prend le pouvoir,.

### Dictature d'Alfredo Stroessner (1954-1989)
La dictature d'Alfredo Stroessner correspond à la période que les chercheurs appellent « El Stronato ». Sous Stroessner, le Paraguay conserve des attributs démocratiques mais le régime est bien une dictature militaire où le dictateur contrôle tout. À partir de 1954, il est régulièrement réélu (sauf en 1968) avec près de 90 % des voix contre des candidats fantoches. Il négligeait même son propre parti et l'état de siège n'était levé que pour le jour des élections. C'est lui qui accorde le droit de vote aux femmes en 1961. En 1967, il fait rédiger une nouvelle constitution, qu'il fait modifier de nouveau en 1977 pour pouvoir devenir président à vie. Le régime se caractérise par une corruption généralisée. Les indigènes Guayaki (ou Aché) sont sédentarisés de force ou exterminés à partir de 1967. Les États-Unis soutiennent le régime car celui-ci participe à la lutte contre le communisme. Les libertés sont ainsi suspendues, les opposants sont traqués, torturés quand ils ne sont pas exécutés. Au moins 20 000 Paraguayens sont victimes de torture. La commission Vérité et Justice estime dans son rapport rendu en 2008 que 431 représentants syndicaux et communistes ont disparu sans avoir été retrouvés. Nombreux sont ceux qui choisissent de quitter le pays, dans les pays voisins (Argentine, Brésil, Uruguay) ou ailleurs. Ceux qui n'ont pas les moyens de quitter le pays se retrouvent à vivre dans le pays le plus inégalitaire d'Amérique du Sud. Stroessner est le dernier dictateur d'Amérique du Sud à être renversé.
Le régime est soutenu, notamment par les États-Unis et les juntes militaires des pays voisins. Le pays bénéficie largement des fonds de la Banque interaméricaine de développement, dont une large part est utilisée à des fins de corruption. Richard Nixon fait même du régime un « modèle de démocratie viable pour l'Amérique latine ». En avril 1960, le secrétaire d'État américain Christian Herter parlait déjà du « régime démocratique du Paraguay ». Le pays participe d'ailleurs activement à l'Opération Condor. Stroessner est renversé par un coup d'État le 3 février 1989 mené par le général Andrés Rodríguez Pedotti, chef d'état-major mais surtout son propre gendre. Trois mois plus tard, il se fait élire président de la République avec 74 % des voix,. Un dirigeant de l'opposition parlera même de « fraudes acceptables ».
Les principaux responsables de la dictature n'ont jamais été traduits en justice tandis qu'Alfredo Stroessner s'est exilé au Brésil où il meurt en 2006 sans être inquiété par la justice de son pays.

### Depuis 1989
Le général Rodríguez parvient à maintenir un équilibre entre les tenants d'une ligne dure au sein du Parti colorado et les réformistes. Parmi ses premières décisions, il choisit de ratifier la Convention de San José adoptée en 1969 mais que Stroessner n'avait pas ratifié. Cependant, le régime réprime violemment les premières manifestations syndicales, avec deux morts en décembre 1989 à la centrale d'Itaipu. De même, des paysans sont expulsés de terres qu'ils occupaient et que le gouvernement était censé leur attribuer. Le Paraguay, isolé internationalement, réalise une ouverture sans précédent depuis 1876. Le pays fait partie des membres fondateurs du Mercosur,. En 1993, l'homme d'affaires Juan Carlos Wasmosy, issu des rangs du Parti colorado, est élu président. C'est le premier président civil depuis la guerre du Chaco,. Néanmoins, l'élection ne s'est pas déroulée dans des conditions apaisées.
Le 1er janvier 1995, les règles du marché commun du Mercosur entrent en application. Conformément aux termes de l'accord signé en 1991, le Paraguay bénéficie d'une année supplémentaire pour ajuster et assouplir ses règles économiques pour se conformer aux règles fixées par l'accord,,. Néanmoins, le pays est encore fermé aux investisseurs étrangers fin 1994. La même année, une grève générale éclate dans la capitale, pour la première fois depuis 1959.
En avril 1996, le général Lino Oviedo, déjà impliqué dans le coup d'État de 1989, tente un coup d'État contre le président Wasmosy qui l'avait envoyé en retraite anticipée de l'armée,,,. Ce n'est que grâce à la marine, restée fidèle au gouvernement, et au soutien des États-Unis, que le coup d'État échoue,. En février 1998, l'une des principales radios du pays fait un canular en annonçant un coup d'État factice. Le président Wasmosy, qui ne peut se représenter conformément aux règles constitutionnelles, cherche quant à lui à empêcher Oviedo de se présenter à la magistrature suprême. Le général putschiste est condamné le mois suivant à dix ans de prison pour tentative de sédition et ne peut concourir à l'élection présidentielle,. C'est Raúl Cubas Grau qui est élu contre l'économiste et ancien opposant de la dictature Domingo Laíno (es), le candidat du Parti libéral radical authentique,. Malgré une transition démocratique qui s'est déroulée sans heurt, la situation dans le pays reste très confuse. À peine élu, Cubas fait libérer Oviedo qui sort de prison. Transparency International classe d'ailleurs le pays comme étant le deuxième ayant le niveau de corruption le plus élevé au monde après le Cameroun et devant le Honduras.
En mars 1999, le vice-président Luis María Argaña est assassiné dans les rues d'Asunción. L'opposition et les partisans d'Argaña accusent le président Cubas d'avoir commandité l'assassinat pour conserver la mainmise sur le Parti colorado. Le Congrès décide alors de voter l'ouverture d'une procédure de destitution contre Cubas,. Un appel à la grève générale est également lancé. Des manifestations organisées contre le gouvernement, auxquelles répondent des manifestations spontanées favorables au pouvoir. Ces manifestations dégénèrent dans la violence, les exactions des manifestants causant six morts. Le Sénat n'a même pas à statuer sur la destitution du président. Celui-ci s'enfuit au Brésil tandis que Lino Oviedo se réfugie en Argentine. Le président du Sénat, Luis Ángel González Macchi, le remplace et ouvre le gouvernement aux partis de l'opposition. Cependant, le pays connaît une nouvelle crise politique à cause du processus de privatisations lancé par Macchi, qui s'était même engagé à les mener à bien auprès du FMI. En mai 2000, une nouvelle tentative de coup d'État échoue. Macchi fait face à une procédure de destitution un an seulement après son arrivée au pouvoir, étant accusé d'avoir détourné à son profit 16 millions de dollars et d'avoir acheté une voiture volée. Il parvient cependant à se maintenir au pouvoir en profitant des tensions entre les différentes factions à l'intérieur du Parti colorado. Très impopulaire, il tente d'apaiser le mécontentement en acceptant de suspendre le processus de privatisations,. Il doit également procéder à une dévaluation du guaraní, la monnaie subissant les conséquences de la crise économique argentine. En juillet 2002, de violentes manifestations font deux morts et plusieurs centaines de blessés, conduisant à rétablir l'état d'urgence dans le pays. Au début de l'année, un opposant au gouvernement fut enlevé en pleine rue à Asunción. Le gouvernement doit négocier un autre prêt avec le FMI. Dans son rapport annuel, Transparency International indique que le pays est le troisième au monde où la corruption est la plus répandue, après le Bangladesh et le Nigeria,. Macchi échappe à encore à la destitution en février 2003. Dans une étude publiée en 2001, l'Organisation des nations unies estimait qu'il y avait « une absence totale de légalité » dans le pays.
Nicanor Duarte Frutos remporte l'élection présidentielle en avril 2003, étant le premier président à avoir adhéré au Parti colorado après la dictature de Stroessner. La domination du Parti colorado s'arrête avec l'élection de l'ancien évêque Fernando Lugo qui remporte l'élection présidentielle en 2008 en tant que candidat unique d'une coalition de partis de gauche et centristes,. Néanmoins, Lugo ne bénéficie pas d'une majorité au Congrès. Il parvient à faire la paix avec la Bolivie concernant la guerre du Chaco en signant un traité en avril 2009 à Buenos Aires. Lugo est néanmoins destitué au cours d'une procédure déclenchée de façon douteuse par le Congrès,. Le vice-président Federico Franco, issu du Parti libéral radical authentique, lui succède. Le pays est alors suspendu par les autres membres du Mercosur. Le Parti colorado retrouve le pouvoir en 2013. Le nouveau président Horacio Cartes cherche en 2017 à réformer la constitution pour se représenter à l'issue de son mandat. D'importantes manifestations ont alors lieu, qui dissuadent Cartes de mener à bien ce projet. Mario Abdo lui succède en 2018. Signe de la fragilité de la démocratie dans le pays, un procureur chargé d'enquêter sur le narcotrafic est assassiné en mai 2022 en Colombie.

## Politique et administration

### Tendances politiques, partis et élections
La vie politique est dominée par deux partis : le Parti colorado, classé à droite et qui dirige le pays presque sans discontinuer depuis 1947 et le Parti libéral radical authentique, classé au centre-droit. Troisième force politique du pays, le Parti révolutionnaire fébrériste, classé à gauche, demeure cependant marginal depuis des décennies.

### Découpage territorial

Carte administrative du Paraguay.

| No  | Département      | Capitale             | Superficie | Population |
| --- | ---------------- | -------------------- | ---------- | ---------- |
| ASU | Asunción         | Asunción             | 117        |            |
| 1   | Concepción       | Concepción           | 18 057     |            |
| 2   | San Pedro        | San Pedro            | 20 007     |            |
| 3   | Cordillera       | Caacupé              | 4 953      |            |
| 4   | Guairá           | Villarrica           | 3 991      |            |
| 5   | Caaguazú         | Coronel Oviedo       | 11 479     |            |
| 6   | Caazapá          | Caazapá              | 9 503      |            |
| 7   | Itapúa           | Encarnación          | 16 536     |            |
| 8   | Misiones         | San Juan Bautista    | 9 568      |            |
| 9   | Paraguarí        | Paraguarí            | 8 710      |            |
| 10  | Alto Paraná      | Ciudad del Este      | 14 898     |            |
| 11  | Central          | Areguá               | 2 665      |            |
| 12  | Ñeembucú         | Pilar                | 12 155     |            |
| 13  | Amambay          | Pedro Juan Caballero | 12 935     |            |
| 14  | Canindeyú        | Salto del Guairá     | 14 677     |            |
| 15  | Presidente Hayes | Villa Hayes          | 72 917     |            |
| 16  | Alto Paraguay    | Fuerte Olimpo        | 82 394     |            |
| 17  | Boquerón         | Filadelfia           | 91 676     |            |

## Population et société

### Démographie

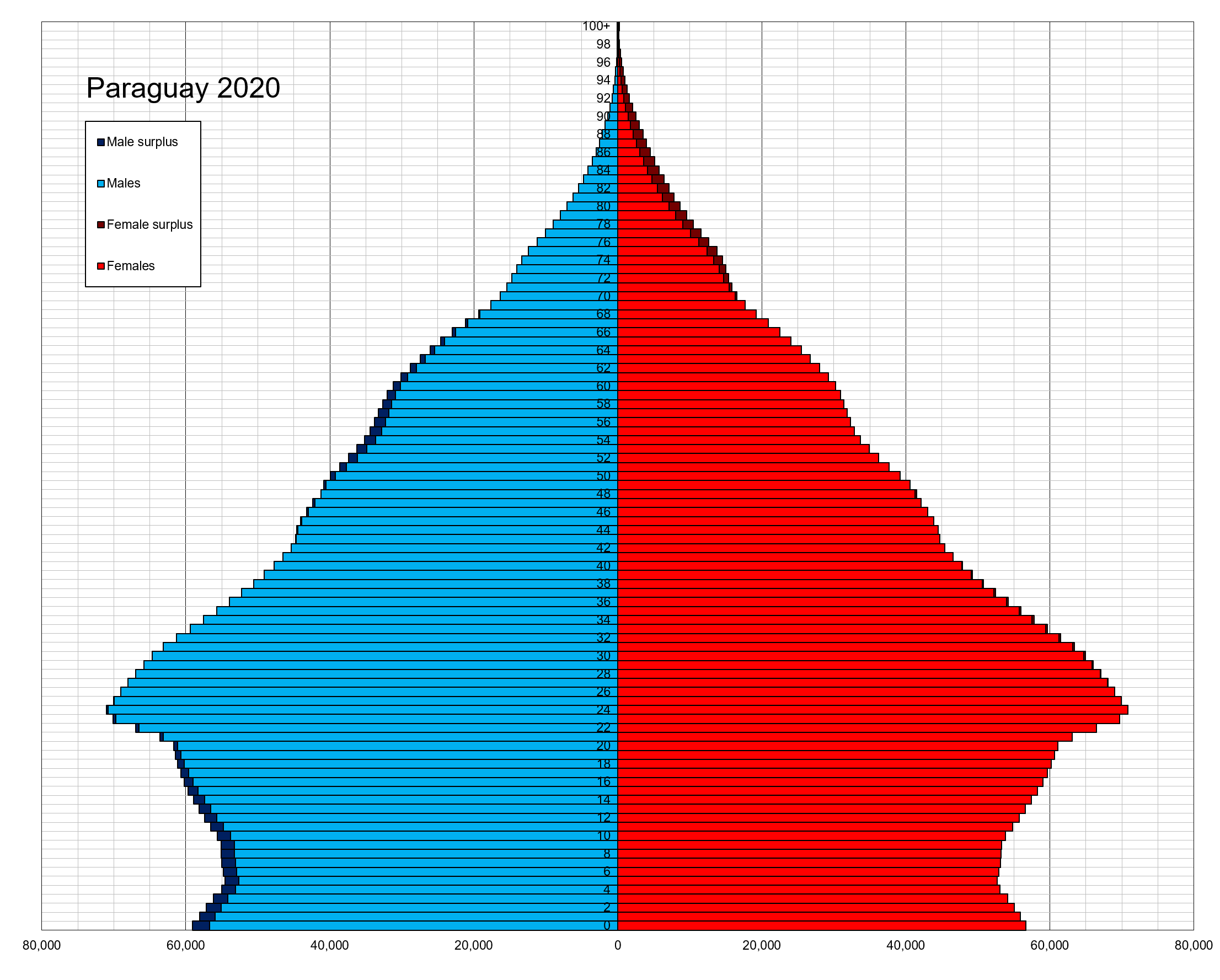
Pyramide des âges du Paraguay en 2020.

Il est difficile de connaître précisément le nombre d'habitants dans le pays. Le dernier recensement valable date de 2002, le suivant réalisé en 2012 ayant été invalidé.
La population est principalement concentrée dans la partie située au sud du tropique du Capricorne. 98 % de la population vit dans la partie orientale du pays, qui représente 40 % de la surface du pays. La région du Chaco (es) n'accueille que 2 % de la population. D'après l'Organisation des Nations unies, la population totale du pays est de 7 453 693 habitants pour l'année 2022.
En 2018, le taux de fécondité est d'environ 2,5 enfants par femme, contre 3,45 en 2001. L'âge médian est passé de 20,7 ans en 2000 à 26,3 ans en 2019. Dans le même temps, le taux de mortalité infantile passe de 30,8 décès pour 1 000 naissances à 18,7 décès pour 1 000 naissances en 2017. L'espérance de vie à la naissance est passée de 68 ans en 1990 à 74,5 ans en 2019.

### Famille, sexualité et égalité des sexes
Le Paraguay est l'un des derniers pays d'Amérique latine à refuser de légaliser l'interruption volontaire de grossesse dans tous les cas de figure, y compris en cas d'inceste, de viol et de danger pour la mère. C'est l'un des thèmes des élections générales de 2018.
En 2014, seuls 15 % des Paraguayens sont favorables à la légalisation du mariage homosexuel.

### Langues
Le Paraguay est l'un des rares pays en Amérique latine hispanophone où une langue indigène, le guarani, est reconnue comme langue officielle aux côtés de l'espagnol. Cette cohabitation linguistique est inscrite dans la Constitution paraguayenne de 1992. Le guarani est une langue précolombienne, parlée par les peuples indigènes guaranis bien avant l'arrivée des colons espagnols.
- Espagnol : Comme dans la majorité des pays d'Amérique latine, l'espagnol est la langue officielle et majoritaire utilisée dans les administrations publiques, les affaires et l'enseignement supérieur.
- Guarani : Le guarani, quant à lui, est parlé par environ 90 % de la population, souvent en combinaison avec l'espagnol. Il est plus répandu dans les zones rurales et dans le cadre familial ou quotidien. Ce qui est unique, c’est que cette langue indigène a non seulement survécu à la colonisation, mais est également devenue une partie intégrante de l’identité nationale paraguayenne.

Au Paraguay, le bilinguisme est souvent asymétrique. Cela signifie que de nombreuses personnes parlent à la fois l'espagnol et le guarani, mais pas toujours de manière égale. Souvent, le guarani est utilisé dans les contextes informels ou familiaux, tandis que l’espagnol est privilégié dans les environnements plus formels ou professionnels.
Le jopará est une variante du guarani qui intègre de nombreux termes espagnols, ce qui en fait une sorte de « mélange » linguistique. Cette forme est couramment utilisée par la majorité de la population, illustrant l’interaction constante entre les deux langues.
Outre l'espagnol et le guarani, d'autres langues sont parlées par des communautés plus petites au Paraguay. Parmi celles-ci, on trouve :
- L'allemand : surtout parlé par les communautés mennonites dans le Chaco paraguayen. Il existe plusieurs variétés de l'allemand, notamment le plautdietsch
- Le portugais : parlé près de la frontière avec le Brésil, notamment en raison de l’immigration brésilienne (les Brésiguayens) au Paraguay.
- Langues indigènes : en plus du guarani, il existe plusieurs autres langues indigènes parlées par de petites communautés, comme le mbya guarani, l'ayoreo ou encore le maskoy.

### Religions
Le Paraguay est un pays où le catholicisme est très présent historiquement, notamment avec l'expérience de la mission jésuite. D'après le think tank Pew Research Center, 89 % des personnes interrogées se déclaraient catholiques en 2014 dans un grand sondage réalisé au niveau de l'Amérique latine. La part de protestants est de plus en plus importante (7 %), d'autant que 68 % des protestants ont été baptisés suivant les rites catholiques. Seuls 2 % des Paraguayens se dit d'une autre religion ou sans affiliation religieuse, tandis que 1 % d'entre eux s'identifient comme étant agnostiques.

### Éducation
Comme dans la plupart des pays, le système éducatif paraguayen se compose de quatre niveaux : petite enfance, enseignement primaire, enseignement secondaire et enseignement universitaire.
En 1992, 58,1 % de la population âgée de 15 ans et plus avait seulement terminé l'instruction dans le primaire. L'éducation s'est vraiment démocratisée à partir de 1993. Néanmoins, il y avait encore 25 % d'analphabètes en 2002.
En 1999, les enfants âgés de 3 à 5 ans représentaient 21 % de la population d'âge scolaire. Cette proportion passe à 19 % en 2015. Pour les enfants âgés de 6 à 11 ans, la proportion dans la population d'âge scolaire passe de 40 % en 1999 à 38 % en 2015. La proportion pour les enfants âgés de 12 à 14 ans passe de 19 % en 1999 à 20 % en 2015. Cette proportion passe de 21 % en 1999 à 24 % en 2015 pour les enfants âgés de 15 à 17 ans.
En 2018, les frais d'inscription pour le primaire représentent 12,5 % du salaire minimum.
En 2015, 30 % des élèves paraguayens ont achevé leurs études secondaires, contre 17 % en 1998. Pour ce qui concerne les études universitaires, la proportion passe de 3,5 % en 1998 à 8,7 % en 2015.
Le système éducatif paraguayen est théoriquement bilingue. Depuis les réformes éducatives de 1994, l’enseignement primaire est censé se dérouler en guarani et en espagnol. Toutefois, dans la pratique, cela varie beaucoup selon les régions. Dans les zones rurales, le guarani est plus souvent la langue d’instruction, tandis que dans les zones urbaines, l’espagnol domine largement.

### Santé
Les plantes médicinales sont très utilisées pour les soins ou tout simplement pour se maintenir en bonne santé et allonger l'espérance de vie. Des chercheurs ont également démontré que certaines plantes permettraient de guérir la malaria ou la maladie de Chagas et que l'écorce du handroanthus impetiginosus (lapacho) permettrait de détruire certaines cellules cancéreuses. 15 % d'entre elles sont toujours utilisées par la population. En 2008, le ministère de la Santé décide de rendre gratuit l'accès aux soins de santé.
En 2012, l'espérance de vie des Paraguayens est en moyenne de 76 ans, soit l'une des plus élevées d'Amérique latine. Entre 1992 et 2018, elle passe de 66,4 à 71,4 ans pour les hommes et de 71,2 à 77,2 pour les femmes.

### Médias
Les médias paraguayens, notamment la télévision, la radio et les journaux, sont principalement en espagnol, bien que certaines stations de radio diffusent en guarani, en particulier dans les zones rurales.

### Sport
Le football est le sport le plus populaire dans le pays. José Luis Chilavert est l'un des meilleurs joueurs d'Amérique du Sud et a la particularité d'être un gardien de but buteur. Víctor Pecci est également un héros national, finaliste des Internationaux de France de tennis 1979 contre Björn Borg en cinq sets.
L'équipe nationale de football a remporté la Copa América à deux reprises, en 1953 et 1979 ainsi que la médaille d'argent lors du tournoi olympique en 2004 et atteint les quarts de finale de la Coupe du monde en 2010 perdant contre l'Espagne future vainqueur.
Le pays accueille la Copa América en 1999. Il est co-candidat à l'organisation de la Coupe du monde 2030 avec l'Argentine, le Chili et l'Uruguay.
En dehors du football, les Paraguayens pratiquent également le volley-ball, le basket-ball et des sports traditionnels comme le pato.

## Économie

### Revenus de la population et développement humain

Inégalité des revenus (2013) au sein des pays, mesuré par le coefficient de Gini : 0 correspond à une égalité parfaite (toutes les personnes ont les mêmes richesses), et 100 à une inégalité totale (où une personne posséderait tout). Les pays en rouge sont plus inégalitaires que les pays en vert.

Le PIB par habitant en valeur actuelle est passé de 1 312 $ en 2002 à 5 869 $ en 2018, soit une croissance annualisée de 28,4 %. Il n'avait cessé de diminuer durant les années 1990. Dans le même temps, le PIB par habitant en valeur constante est passé de 4 388 $ en 2002 à 66 638 $ en 2018, soit une croissance annuelle cumulée de 10,1 %. Le revenu moyen des paraguayens a ainsi été multiplié par 4,5 au cours de la période.
La pauvreté a diminué de 50 % depuis 2009. Le taux de pauvreté passe de 41,5 % en 2002 à 22 % en 2017,. D'après la Banque centrale du Paraguay, environ 1,7 million de personnes vivaient en dessous du seuil de pauvreté en 2009. La classe moyenne (soit un niveau de revenu situé entre 10 $ et 50 $ par jour) représente 55 % de la population. Le nombre de personnes en situation d'extrême pauvreté a augmenté entre 1995 et 2013, la part passant de 34,3 % à 39,5 %. Ainsi, en 2013, 20,2 % de la population touche moins de 4 $ par jour. Les personnes se situant entre les deux situations représente près de 40 % de la population. En 2019, le taux de pauvreté remonte à 26 %, ce qui fait du Paraguay l'un des pays les plus inégalitaires d'Amérique latine.
En 2002, le coefficient de Gini atteint son maximum d'inégalités avec une valeur de 57,2. Il atteint 46,2 en 2018.

### Emploi
Beaucoup de zones rurales sont en situation de sous-emploi du fait d'une industrialisation très faible. Il y a encore beaucoup de journaliers dans les zones rurales. Une majorité de la population active travaille dans l'administration. En 1999, le taux de chômage est proche des 15 %. Il dépasse les 30 % en 2002.
Entre 2004 et 2014, la part de la population active dans les zones rurales travaillant dans le secteur primaire, en particulier l'agriculture, passe de 67,1 % à 46,9 %. Dans le même temps, elle passe de 22,7 % en 2004 à 32,7 % dans le secteur secondaire et de 10,3 % en 2004 à 14,2 % dans le secteur tertiaire. Le taux d'emploi dépend encore largement du niveau d'instruction. En 1998, 27 % de la population active travaillait dans l'agriculture, contre 17 % en 2017.

### Principaux secteurs d'activité
L'économie paraguayenne est encore largement tournée vers le secteur primaire, notamment l'agriculture. Le secteur tertiaire est néanmoins le plus important. En 2018, 20,5 % de la population active travaillait dans le secteur primaire, contre 11,5 % pour le secteur secondaire. Elle reste la plus faible et la plus fragile parmi les membres du Mercosur, avec 15 milliards de dollars en 2009.
Entre 2003 et 2018, la variation du PIB paraguayen atteint 5,7 % de croissance cumulée sur la période, soit une augmentation de 74,2 % sur l'ensemble de la période. Le taux de croissance n'est légèrement négatif qu'en 2009 et 2012 sur l'ensemble de la période. En 2010, il atteint 14,5 %, ce qui constitue un record pour le pays. Le précédent record datait de 1978, au cœur de la dictature où l'économie parallèle était plus importante que l'économie réelle.

#### Agriculture
La culture du soja, qui fut importée d'Asie, est l'une des principales sources de revenus du pays qui est l'un des principaux exportateurs mondiaux. Elle occupe 3 500 000 ha en 2018, ce qui représente 9 % de la superficie totale du pays et 80 % des terres cultivables. En 2012, le Paraguay est le quatrième exportateur de soja et le sixième exportateur de bétail. En 2018, le soja représente 40 % des exportations agricoles et la viande 8 %. 6,5 millions de tonnes de soja sont exportés en 2018. Le pays est alors le troisième exportateur mondial, derrière le Brésil et les États-Unis. En 2020, le Paraguay est le 9e exportateur mondial de viande bovine. Le pays est également le 21e exportateur mondial de canne à sucre.
Le marché de l’exportation du soja est très largement dominé par des multinationales comme Cargill, Archer Daniels Midland ou Bunge Limited. La riziculture occupe actuellement 170 000 ha. Selon les projections, elle pourrait fortement s'implanter dans le Chaco (es) pour occuper jusqu'à 600 000 ha de surface cultivée.
Les terres agricoles sont très attractives pour les investisseurs du fait des prix élevés en Argentine et au Brésil. En 2002, l'agriculture représente 85 % des exportations du pays.
Pendant longtemps, le pays fut l'une des plaques tournantes du narcotrafic qui fut la base de l'économie paraguayenne sous la dictature d'Alfredo Stroessner, devançant même la Colombie et le Mexique. D'après l'ONG Oxfam, 1,6 % de la population possède 80 % des terres agricoles du pays. Près de huit millions d'hectares de terres agricoles ont été attribués de façon totalement illégale et arbitraire par Stroessner pour s'assurer du soutien des militaires et des milieux économiques,. Ces distributions de terres se sont poursuivies jusqu'en 2003. Le Parti colorado lui-même est propriétaire de terres. Près de 20 % des terres cultivables appartiennent à des étrangers, en particulier des Brésiliens venus du sud du pays. On les surnomme d'ailleurs les « Brésiguayens ». Les chiffres officiels indiquent que 85 % des terres agricoles appartiennent à seulement 3 % des Paraguayens.

#### Industrie
Le pays connaît une industrialisation tardive, du fait du système d'économie parallèle mis en place sous la dictature d'Alfredo Stroessner. Le pays fait alors partie du groupe des moins industrialisés du continent américain. Paradoxalement, le pays était avec le Brésil et le Chili le plus industrialisé d'Amérique du Sud jusqu'au milieu du XIXe siècle. Cependant, le désastre de la guerre de la Triple-Alliance mis un terme au processus, qui ne fut relancé véritablement qu'à la fin du XXe siècle.
En 2024, le Paraguay est classé en 93e position pour l'indice mondial de l'innovation.

#### Énergie
Le barrage d'Itaipu, construit sur le río Paraná à la frontière avec le Brésil, qui est le plus imposant au monde, contribue fortement à la production d'électricité grâce à l'énergie hydraulique. L'énergie exportée via le barrage représente 23 % des exportations du pays en 2018. Le barrage de Yacyretá, construit à la frontière avec l'Argentine, contribue également fortement aux exportations. Il est inauguré en septembre 1994. Les revenus liés à l'exportation d'électricité ont fortement augmenté au cours de la décennie 2010, grâce à une forte pluviométrie, en particulier pour le barrage d'Itaipu.

### Ressources naturelles
Les principales ressources naturelles du Paraguay sont le fer, le pétrole, le manganèse, le bois et le calcaire.

### Place dans l'économie mondiale
Le Paraguay est aujourd'hui un des rares pays à être créancier vis-à-vis de la plupart des pays.

## Culture

### Traditions
Le Paraguay est un pays profondément ancré dans ses traditions. Les valeurs familiales jouent un rôle central dans la société, avec une grande importance accordée aux liens familiaux et à l'hospitalité. Les célébrations religieuses, comme la Semana Santa (Semaine sainte), sont observées avec ferveur dans tout le pays. Les habitants pratiquent des coutumes anciennes, comme l'artisanat en ñandutí (dentelle traditionnelle) et la préparation de la chipa, un pain à base de farine de manioc et de fromage, qui est une spécialité culinaire locale.

### Musique
La musique paraguayenne est dominée par deux genres principaux : la polka paraguaya et la guarania. La polka paraguaya, malgré son nom, diffère de la polka européenne et se caractérise par un rythme vif et entraînant. La guarania, créée au début du XXe siècle, est plus mélancolique et lente, et reflète souvent des thèmes de nostalgie et d'amour pour la patrie. Les danses traditionnelles, telles que la danza de la botella (danse de la bouteille), témoignent également de l’ingéniosité et du talent artistique du peuple paraguayen. Ainsi dans la danza de la botella (danse de la bouteille), les danseuses et danseurs équilibrent des bouteilles sur leur tête, allant dans certaines performances jusque 10 bouteilles.
Le harpa paraguaya (harpe paraguayenne) est l'instrument national du pays, et sa sonorité douce et mélodique est devenue un symbole de la musique paraguayenne dans le monde entier. Plus légère que la harpe de concert, elle est l'instrument populaire des fêtes du pays que l'on retrouve dans toutes les occasions pour des musiques très enlevées, rapides et gaies. Elle rejoint ainsi une grande tradition de harpe latino américaines en rivalisant de rythme et de légèreté avec les harpes des llanera colombienne et vénézuélienne, et plus au nord celles du Mexique.

### Cuisine
La cuisine paraguayenne reflète les influences indigènes et européennes, avec des ingrédients locaux comme le manioc, le maïs et la viande. La sopa paraguaya est l’un des plats les plus emblématiques du pays, malgré son nom trompeur, puisqu'il s’agit en réalité d’un gâteau de maïs et de fromage. Les Paraguayens consomment également beaucoup de viande, avec des plats tels que l’asado (barbecue) et l'empanada qui font partie de la culture communes des pays du Sud de l'Amérique latine, avec les particularités des ressources et traditions locales.
Un autre élément central de la culture gastronomique est le tereré, une boisson traditionnelle à base de maté froid, très populaire et souvent consommée en groupe. Le tereré symbolise l'amitié et la convivialité, et il est souvent partagé lors de réunions entre amis ou en famille.

### Artisanat
L'artisanat occupe une place importante dans la culture paraguayenne. Le ñandutí, une dentelle complexe inspirée des toiles d'araignée, est l'une des formes d'art les plus distinctives du pays. Les femmes paraguayennes produisent également des ao po’i, des chemises légères et brodées à la main, qui sont un autre exemple de l’habileté artisanale locale.

### Arts visuels
Les arts visuels paraguayens, bien que moins connus à l'international, commencent à se faire une place sur la scène mondiale. Des artistes comme Carlos Colombino (es) ont contribué à la reconnaissance de l’art paraguayen, avec des œuvres qui explorent souvent les thèmes de l’identité et de l’histoire paraguayenne.

## Codes pays
- SG, selon la liste des préfixes des codes OACI des aéroports ;
- PY, selon la liste des codes internationaux des plaques minéralogiques ;
- ZP, selon la liste des préfixes UIT ;
- PR, selon la norme ISO 3166-1 (liste des codes pays), code alpha-2 ;
- PRY, selon la norme ISO 3166-1 (liste des codes pays), code alpha-3 ;
- PAR, selon la liste des codes pays du CIO ;
- .py, selon la liste des domaines TLD ;
- PA, selon la liste des codes pays utilisés par l'OTAN, code alpha-2 ;
- PRY, selon la liste des codes pays utilisés par l'OTAN, code alpha-3